# ソクラテスの弁明 (クセノポン)
『ソクラテスの弁明』（ソクラテスのべんめい、希: Ἀπολογία Σωκράτους、英: Apology of Socrates）は、クセノポンによるソクラテス関連著作で、プラトンによる『ソクラテスの弁明』と同じく、ソクラテスの裁判について述べられている。
単に『弁明』（希: Ἀπολογία、英: Apology）とも表記される。

## 構成
原典には章の区別などは無いが、慣習的に34の節（段落）に分けられたりもする。
プラトン『ソクラテスの弁明』のように、「一人語り」（モノローグ）や「対話」（ダイアローグ）のみで描いて、読者をその内容に没入しやすくした形式ではなく、クセノポン自身の「解説」（ナレーション）が加えられ、ヘルモゲネスからの伝聞情報であることを明示するなど、『ソクラテスの思い出』と同じく、客観的な記述に努めた形式となっている。
内容的には、以下のように4分割できる。
- 導入 - 他者（プラトン等）の『弁明』が、ソクラテス自身の「死への願望」について、十分明示してないことの指摘。【1節】
- 裁判前 - ヘルモゲネスから聞いた、ソクラテスの裁判前の言動。【2節-9節】
- 裁判中 - ヘルモゲネスから聞いた、ソクラテスの裁判中の言動。【10節-22節】
- 裁判後 - ヘルモゲネスから聞いた、ソクラテスの裁判後の言動。【23節-34節】

## 内容

### 導入
- 1. 他者（プラトン等）の『弁明』が、ソクラテス自身の「死への願望」について、十分明示してないこと、そしてそのせいで、ソクラテスの法廷での「大言壮語」が、単に「思慮を欠いたもの」に見られてしまうことへの懸念。

### 裁判前
「老齢化への嫌悪」と「死への願望」
（この裁判前の記述内容については、『ソクラテスの思い出』第4巻第8章の内容とほぼ共通・重複している。）
- 2. ヘルモゲネスによる報告によれば、ソクラテスの「大言壮語」には、ふさわしい理由があった。ヘルモゲネスは、ソクラテスが裁判のことを気にせず、他のあらゆる事柄について問答しているのを見て、
- 3. 「裁判において何と弁明するか考えておくべきでは」と問うたが、ソクラテスは「自分はこれまで不正なことをせずに一生を過ごしてきたのであり、それこそが弁明についての最良の練習だと考える」と答えた。
- 4. ヘルモゲネスが「アテナイ人の法廷では、（法廷弁論術・法廷戦術などによる）印象操作によって、しばしば無実の者が死刑にされたり、逆に不正な者が釈放されたりしている」と指摘すると、ソクラテスは「既に2度も弁明について考えようと試みたが、例のダイモニオンが反対する」と答えた。
- 5. ヘルモゲネスが（「ダイモニオンが弁明を考えることに反対する」とは）驚くべきことだと反応すると、ソクラテスは「自分はもう神にも、死ぬ方が良いと思われているのかも知れない。自分は世の中の誰よりも「善く生きてきた」ことを自認しているし、全生涯を敬虔に正しく（そしてそれ故に快く）生きてきたことは仲間たちも認めるところだが、
- 6. このまま老齢化が進めば、視力は落ち、耳は聞こえにくくなり、物分かりは悪くなり、学んだことは忘れやすくなるし、そうした衰えを自分自身が感じ、自分を責めるようになれば、どうして快く生きることができるだろう」と答えた。
- 7. さらにソクラテスは「神も好意から、自分が年齢的にちょうどいい時期（現在）に生を終わらせること、それもできるだけ楽に終わらせることを、お許しになっているのだろう。なぜなら、もし今自分に有罪（死刑）判決が下されるなら、死刑執行人が最も楽だと考える方法（毒ニンジン）で、近親者にも面倒がかからずに、しかも（老齢に蝕まれる前に「健康な体と、優しい気持ちを示せる魂のまま死にゆく」という）愛慕の気持ちを最も喚起する形で死ぬことができるからだ。
- 8. 老齢こそは、「喜びを欠いた厄介なことの全てが一緒に流れ込むところ」であり、そうした老齢や病に苦しみながら生き長らえるために、あらゆる手段を尽くして無罪放免を勝ち取ろうとすることに、ダイモニオンが反対したのは正当だった。
- 9. 自分は老齢を望まないし、その悪い生を獲得するために自由人らしくない仕方で死刑以外を願い求めるくらいなら、裁判官たちの気分を害して死刑になろうとも、自分が神々や人間から得たと考える「立派なこと」と、「自分が自分自身に対して持っている考え」を（正直・率直に）示すだろう」と述べた。

### 裁判中
「敬神」について
- 10. （ヘルモゲネスによると）ソクラテスはそのように認識していたので、告発者たちに「国家の認める神々を認めず、新奇な神霊を導入し、若者たちを堕落させた」と告発された際、次のように語った。
- 11. 「諸君、自分はまずメレトスが何を根拠に「国家の認める神々を信じない」と主張しているのか不思議だ。なぜなら、自分が公共の祭りの際に、公共の祭壇で犠牲を捧げている姿は、他の人々も見ているからだ。
- 12. さらに、何をすべきか示す神の「声」が自分に現れることが、どうして「新奇な神霊を導入している」ことになるのか。鳥の鳴き「声」や、行きずりの人の「声」で占いを行う者もいるし、（ゼウスが操る）雷鳴の「声」が最大の前兆であることに異を唱える者はいないし、デルポイの神託所で三脚椅子に座っている巫女もまた「声」によって神からの知らせを伝えているのだから。
- 13. また神は将来のことを知っており、望む者にそれを「事前に示す」ことも、誰もが認めるところであり、その「媒介するもの」を他者は「鳥」「言葉」「予兆」「予言者」等と名付けるのに対して、自分はそれを「ダイモニオン（神霊的なもの）」と呼ぶのであり、神々の力を「鳥」に帰するような人々よりは、真実かつ敬虔に表現できていると思う。さらに、自分が神に対して偽りを言っていない証拠として、今まで実に多くの友人たちに神からの助言を告げたが、どれ一つとして間違ったこと無かったという事実を、挙げることができる。」

「神託」と「徳 (卓越性)」
- 14. それを聞いて、裁判官の内のある者はその話を信じず、またある者はソクラテスへの神々の恩恵に嫉妬し、騒ぎ立てたが、ソクラテスはさらに、カイレポンがデルポイのアポロン神託所でソクラテスについて尋ね、アポロン（神託所の巫女）が「人間の中で、ソクラテスよりも自由で、正しく、節度（思慮）ある者はいない」と答えた話を披露した。
- 15. それを聞いて裁判官たちがより一層騒ぎ立てる中、ソクラテスは続けて、（ラケダイモン（スパルタ）の伝説的立法者である）リュクルゴスは、神託で「神と呼ぶべきか、人間と呼ぶべきか」とまで言われたのであり、自分はそれと比べればすごくはなかったが、神は自分を「他の人間たちよりはずっと優れている」と判断したのだとしつつ、その神託の内容を吟味・検証してみることを要求する。
- 16. すなわち、ソクラテスほど「肉体的欲求に囚われず」「贈物も報酬も受け取らず、自分の現在の持ち物に満足し」「言葉を理解し始めた幼少から、何であれ可能な限りの善きものを探求・学習し続け」てきた、つまりは「自由・正しさ・知恵の条件を満たす生き方」をしてきた者は、他にいるか問うた。
- 17. そしてさらに、「徳を目指す国内外の人々の多くが、他の誰よりもソクラテスと付き合うことを選ぶ」のも、そのことについての証拠として挙げた。また「ソクラテスが貧しくて返礼を期待できないと知っていながら、多くの人々が感謝して贈物をしようとする」のは、何が原因であるかとも。
- 18. さらに「ペロポネソス戦争末期にスパルタに包囲された際、アテナイの人々は自らの境遇を憐れんでいたのに、ソクラテスは何ら生活に困らなかった」のは何が原因か、「他の人々はアゴラ（市場）からおいしいものを高値で手に入れるが、ソクラテスは出費無く魂から彼らより快いものを考え出せている」のは何が原因かとも。そしてこうしたことに対して誰も反駁・反証できないならば、ソクラテスが神々からも人間からも賞賛されるのは正当だと述べた。

「教育」と「教師 (専門家)」
- 19. そしてソクラテスは、メレトスに向かって、以上のようなことによって、ソクラテスが「若者たちを堕落させている」と主張するのか問うた。さらに実際ソクラテスによって「敬虔から不敬虔へ」「節度から横柄へ」「慎みから浪費へ」「適度な飲酒から大酒飲みへ」「勤勉から軟弱へ」等、劣悪な快楽へと堕落させられてしまったような若者を知っているのかとも。
- 20. メレトスは、「ソクラテスが、親よりもソクラテスに従うよう説き伏せた若者たち」がいることは知っていると答える。ソクラテスは「教育」に関してはその通りだと認めつつ、「健康に関しては親よりも医者」「軍事に関しては親兄弟よりも将軍」に従うのではないかと問うと、メレトスも同意した。
- 21. するとソクラテスは、そのように「他の活動では、最も有能とされる人々が尊重されている」のに、「教育」について最も優れているとある人々に選ばれている自分が、それ故に死罪で訴えられるのは驚くべきことではないかと、メレトスに問うた。

本作の意図 (ソクラテスの「敬神/正義」と「死への願望」)
- 22. さらに多くのことが、ソクラテス自身と、弁護する友人たちによって語られたが、私（クセノポン）は、（他の人々のように）裁判の全容を述べることを望んでいるのではなく、次のことを明らかに出来さえすれば十分だった。すなわち、「ソクラテスが、神々に対して不敬虔なことをせず、人間に対しても不正であると思われないことを、尊重していたこと」と、
- 23. 他方で「端から死を免れるように懇願せねばならないとは思っておらず、自分にとって死ぬにはちょうどいい時であるとさえ、考えていたこと」を。彼がそう認識していたことは、次のことから一層明らかになった。すなわち、「有罪が確定した後、刑量を争う段階になった際に、「刑を申し出ることは、不正を認めること」だとして、それをあえて拒絶したし、友人たちにもそれを許可しなかったこと」と、「死刑確定後に友人たちが脱獄をさせようとしたが、それもあえて拒絶し、「どこかに死が近づかない場所などあるのか」と、彼らをからかうようなことを言いさえしたこと」によって。

### 裁判後
「不当な死刑判決」に対する批判
- 24. （ヘルモゲネスによると）ソクラテスは裁判後、こう言った。「自身（ソクラテス）に対する偽証をするよう証人たちをそそのかした人々や、それに従って偽証した人々は、自分たちの多くの不敬虔と不正を自覚しているに違いない。自身（ソクラテス）は告発された罪が全く証明されなかったので、有罪判決を受けても全く自分を卑下していない。ゼウスやその仲間の神々の代わりに、他の神々や新奇な神霊を認め敬っていることなどは証明されなかった。
- 25. さらに若者たちを忍耐と倹約に慣らすことが、どうして彼らを堕落させることになるのか。また死刑に定められている罪、すなわち神殿荒らし、壁破り強盗、自由市民の奴隷化、国家反逆の内のどれかを行ったと、告発者たちすら非難していないのにもかかわらず、死刑判決が出されたことは驚くべきこと。
- 26. しかし、不当に死刑になるということによっても自分を卑下していない。それは判決を下した人々にとって恥ずべきことだから。なお、自分と同じように謀略で殺されたパラメデスが、加害者であるオデュッセウスよりもはるかに素晴らしい頌歌の主題となっていることは、自分にとって慰めとなる。それに自分は、いまだかつて誰にも不正を働いたことがなく、交わった誰一人、より劣悪な者にしたこともなく、むしろ教えることが可能な善いものは何であれ、問答する人々には無償で与え、彼らを益してきたことが、やがて将来証明されるであろうことも知っている。」

仲間に対する慰め
- 27. そう言うと、ソクラテスは表情もしぐさも足取りも明るく、その場を去った。彼に付き従っている人々が泣いているのに気付くと、ソクラテスはこう言った。「どうして君たちは泣いているのか。生まれた時から自然によって死刑が宣告されていることを、ずっと以前から知っているはずなのに。それにもし「善いもの」が流れ込み続けているのに早くも自分が死ぬのだとすれば、自分と自分に好意的な者たちが苦痛を感じなくてはならないのは明らかだが、つらいことばかりが予想される（老齢の）際に自分が生を終えるとすれば、皆はうまくいっていると考えて喜ばなければならない。」
- 28. すると、その場にいたソクラテスの熱心な信奉者であるアポロドロスが、「ソクラテスが不当に死刑にされるのを見るのは、この上もなく耐え難いことである」と言った。ソクラテスは彼の頭を撫でながら、「しかし「正当」に死刑にされるよりはいい」と言って笑った。

アニュトスとその息子
- 29. また（告発者の1人である民主派政治家の）アニュトスが通り過ぎるのを見て、ソクラテスはこう言った。「あの男は、自分（ソクラテス）を死刑にしたことを、何か大きな立派なことを成し遂げたかのように誇っているが、それは彼が将軍職の時に、自分が彼に対して息子に家業の「革なめし」の教育をすべきでないと忠告したことを、根に持っているからだ。そしてどうやら彼は、我々2人の内、永久に、より有益、より立派なことを成し遂げた者こそが（真の/本当の）勝利者であることを知らないようだ。
- 30. ホメロスは「死に際の者」に予知能力を与えたりしたが、（死に際である）自分も何か予言しておきたいと思う。自分はアニュトスの息子と少し交流したことがあり、彼は魂の面で力のある者に思えた。そこで予言するが、彼（アニュトスの息子）は父親が用意した奴隷に似つかわしい仕事（革なめし）に留まり続けることは無いだろうが、いかなる優秀な監督者も持たないが故に、何か恥ずべき欲望に陥り、劣悪な方向へと進んでしまうだろう。」
- 31. このソクラテスの予言は正しかった。その若者（アニュトスの息子）は、（後に）酒に喜びを覚えて昼夜飲むのをやめず、国にとっても、友人たちにとっても、自分自身にとっても無価値な者となった。そしてアニュトスは、息子へのひどい教育と彼自身の無分別のため、死んだ後も悪評を得ている。

ソクラテスの死に様、結び
- 32. 他方でソクラテスは、（既述のように）法廷で自分を褒め上げたが故に、嫉妬・反発を招き、裁判官たちに一層有罪判決を下すようにさせたわけだが、私（クセノポン）には、彼が幸運な運命に出会ったと思われる。人生の最もつらい部分を残し、最も安楽な死に様を得たのだから。
- 33. また彼は自らの魂の強さを示した。生き続けるよりは死ぬ方が自分にとってはより善いと彼が判断して後、その死に際しても柔弱・臆病になることなく、むしろ明るくそれを待ち望み、死の務めを果たしたからだ。
- 34. 私は彼の知恵と高貴さを考えると、彼のことを記憶しておかずにはいられないし、褒めずにはいられない。そして、もし徳を目指す人々の中で、彼よりも有益な者と交際した者がいるとしたならば、私はその者を最も幸福とみなされるに値する者だと考える（それほどソクラテスを越える人物を見出すことは難しい）。

## 日本語訳
- プラトン『ソクラテスの弁明・クリトン』三嶋輝夫・田中享英訳、講談社学術文庫、1998年

表題はプラトンの著作だが、「参考資料」で巻末209–233頁に、三嶋輝夫訳・クセノポン『ソクラテスの弁明』も併載されている。
- 『ソクラテスの弁明・饗宴』船木英哲訳、文芸社、2006年（絶版）
  - 電子書籍：SW出版、2016年
- 『ソクラテス言行録 2』 内山勝利訳、京都大学学術出版会〈西洋古典叢書〉、2022年

他は「家政管理論」、「酒宴」（饗宴）を収録